# Pseudovadonia
Pseudovadonia is een kevergeslacht uit de familie van de boktorren (Cerambycidae). De wetenschappelijke naam van het geslacht werd voor het eerst geldig gepubliceerd in 1981 door Lobanov, Danilevsky & Murzin.

## Soorten
Pseudovadonia is monotypisch en omvat slechts de volgende soort:
- Pseudovadonia livida (Fabricius, 1776)